# Delphinoidea
Delphinoidea es el grupo más grande de odontocetos con 66 géneros en 6 familias. El miembro más grande existente de la superfamilia es la orca, que puede alcanzar las 6 t, mientras que el delfín de Commerson, es el cetáceo más pequeño existente.

## Taxonomía
Superfamilia Delphinoidea
Familia Albireonidae
Género Albireo
Familia Delphinidae
Subfamilia Delphininae
Género Delphinus
Género Lagenodelphis
Género Sousa
Género Stenella(sin. Clymenia, Micropia, Fretidelphis, Prodelphinus)
Género Tursiops
Subfamilia Lissodelphininae
Género Cephalorhynchus(sin. Eutropia)
Género Lissodelphis(sin. Tursio, Leucorhamphus)
Subfamilia Orcininae
Género †Arimidelphis
Género Feresa
Género Globicephala (sin. Sphaerocephalus, Globiceps, Globicephalus)
Género Grampus (sin. Grampidelphis, Grayius)
Género †Hemisintrachelus
Género Orcaella
Género Orcinus (sin. Orca, Ophysia, Gladiator)
Género Peponocephala
Género Pseudorca (sin. Neorca)
Subfamilia Stenoninae
Género †Astadelphis
Género Sotalia (sin. Tucuxa)
Género Steno (sin. Glyphidelphis, Stenopontistes)
Subfamilia incertae sedis
Género †Anacharsis
Género †Australodelphis
Género Lagenorhynchus (sin. Electra, Sagmatias)
Familia †Kentriodontidae
Subfamilia Kentriodontinae
Género Belonodelphis
Género Delphinodon
Género Incacetus
Género Kentriodon (sin. Grypolithax)
Género Macrokentriodon
Género Microphocaena
Género Rudicetus
Género Tagicetus
Subfamilia Lophocetinae
Género Hadrodelphis
Género Liolithax
Género Lophocetus
Subfamilia Pithanodelphininae
Género Atocetus
Género Leptodelphis
Género Pithanodelphis
Género Sophianacetus (sin. Mediocris)
Subfamilia incertae sedis
Género Sarmatodelphis
Género Kampholophos
Familia  Monodontidae
Subfamilia Delphinapterinae
Género Delphinapterus
Género † Denebola
Subfamilia Monodontinae
Género Monodon
Familia † Odobenocetopsidae
Género Odobenocetops
Familia  Phocoenidae
Subfamilia Phocoeninae
Género †Australithax
Género †Lomacetus
Género †Loxolithax
Género Neophocaena
Género Phocoena
Subfamilia Phocoeninae
Género Phocoenoides
Género †Piscolithax (sin. Piscorhynchus)
Género †Salumiphocaena
Subfamilia incertae sedis
Género †Haborophocoena
Género †Numataphocoena
Género †Septemriocetus
Familia incertae sedis
Género †Delphinavus
Género †Graamocetus
Género †Lamprolithax
Género †Miodelphis
Género †Nannolithax
Género †Oedolithax
Género †Oligodelphis
Género †Palaeophocaena
Género †Platylithax
Género †Protodelphinus
Género †Sinanodelphis